# Joke Renneboogh
Joke Renneboogh est une ancienne joueuse de volley-ball belge née le 22 mai 1978. Elle mesure 1,80 m et jouait réceptionneuse-attaquante. 

## Clubs
| Club                | De        | À         |
| ------------------- | --------- | --------- |
| VDK Gent Dames      | 1998-1999 | 2001-2002 |
| AVO Melsele         | 2003-2004 | 2003-2004 |
| Dauphines Charleroi | 2004-2005 | 2010-2011 |

## Palmarès
- Championnat de Belgique
  - Vainqueur : 2006, 2009.